# 우타쓰정
우타쓰정(歌津町)은 미야기현 북동쪽에 자리잡고 있는 정이다. 미나미산리쿠 긴가산 국정공원의 일각을 차지한다. 2005년 10월 1일, 시쓰가와정과 합병해, 미나미산리쿠정이 되었다.39.42km2。

## 지리
총면적의 70%를 산림이 차지한다.기후는 비교적 온난하고 연평균기온 11.2℃, 연강수량 1182.5mm이다.

## 자매도시
- 다치카와정
  - 1993년 우타쓰정 초등학생이 다치카와정을 방문하여 사금 캐기 체험을 하면서 교류가 시작되었고, 1999년 우타쓰정 정제 40주년을 기념하여 우호 정맹약을 체결하였다.그 후 시정촌 합병에 의해 2005년에 다치카와 정이 쇼나이 정에, 우타쓰 정이 미나미산리쿠 정이 되었고, 2006년에 미나미산리쿠 정과 쇼나이 정 사이에 다시 우호 정 제휴가 체결되었다.

## 교통

### 철도
- 동일본 여객철도
  - 게센누마 선

### 도로
- 국도 45호선